# Deraeocoris nigrifrons
Deraeocoris nigrifrons är en insektsart som beskrevs av Knight 1921. Deraeocoris nigrifrons ingår i släktet Deraeocoris och familjen ängsskinnbaggar. Inga underarter finns listade i Catalogue of Life.